# Fillmore (Utah)
Fillmore es una ciudad del condado de Millard, estado de Utah, Estados Unidos. Según el censo de 2000 la población era de 2253 habitantes. Es la capital del condado de Millard. Recibe su nombre del 13.er presidente de los Estados Unidos Millard Fillmore.

## Historia
Fue la primera capital del territorio de Utah hasta 1856, cuando pasa a serlo Salt Lake City. Hoy en día, todavía se conserva el edificio del Utah Territorial Statehouse.

## Geografía
Fillmore se encuentra en las coordenadas 38°58′4″N 112°19′51″O / 38.96778, -112.33083, a 1684 m de altitud. Se encuentra en al valle Pavant Valley, cerca de la base de los Range de la montaña Pavant (Pavant Mountain Range).
Según la oficina del censo de Estados Unidos, la ciudad tiene una superficie total de 14,9 km². No tiene superficie cubierta de agua.